# Elżbieta Isakiewicz
Elżbieta Isakiewicz z domu Główka (ur. 25 lutego 1958 w Sopocie) – polska pisarka, reportażystka, dziennikarka, publicystka i poetka.

## Życiorys
Jest absolwentką I Liceum Ogólnokształcącego im. Marii Skłodowskiej-Curie w Sopocie i Wydziału Polonistyki UW.
Dziennikarskie szlify zdobywała w tygodniku studenckim „itd”. Pod koniec lat 80. pracowała krótko w „Tygodniku Solidarność”, a następnie w dzienniku konserwatywno-liberalnym „Nowy Świat”. W 1993 wraz z Piotrem Wierzbickim założyła „Gazetę Polską”, gdzie pełniła funkcję zastępczyni redaktora naczelnego. W 2005 ustąpiła ze stanowiska i razem z Piotrem Wierzbickim opuściła redakcję. Przez pewien czas była zatrudniona w koncernie Agora SA. W 2006 została publicystką i reporterką tygodnika „Newsweek Polska”. W listopadzie 2007 rozpoczęła pracę w „Tygodniku Powszechnym”. Z „Tygodnikiem Powszechnym” była związana do 2011.
Wieloletnia komentatorka wydarzeń społeczno-politycznych na łamach bloga pt. Kocim Pazurem, prowadzonego na forum tygodnika „Newsweek”. Na swoim oficjalnym, pisarskim profilu w serwisie Facebook anonsuje się jako „miłośniczka kotów, Czechowa, dobrego wina i wysokich obcasów”.

## Twórczość
Na dorobek publikacyjny E. Isakiewicz składają się m.in.:
- Wołanie o pomoc. Warszawa: Młodzieżowa Agencja Wydawnicza, 1988, seria: Korespondencyjny Klub Czytelników. ISBN 83-203-2594-3. Brak numerów stron w książce
- Liczenie słoni. Warszawa: Nasza Księgarnia, 1990. ISBN 83-10-09476-0. Brak numerów stron w książce
- Przyszli po nasze głowy. Komorów: „Antyk”, 1993. Brak numerów stron w książce
- Afery, UOP, mafia. Komorów: „Antyk”, 1993. Brak numerów stron w książce
- Ustna harmonijka: relacje Żydów, których uratowali od Zagłady Polacy. [zebrała i opracowała Elżbieta Isakiewicz]. Warszawa: Niezależne Wydawnictwo Polskie, 2000, seria: Biblioteka Gazety Polskiej. ISBN 83-86712-05-8. Brak numerów stron w książce;
- Czerwony ołówek: o Polaku, który ocalił tysiące Żydów. Warszawa: Niezależne Wydawnictwo Polskie, 2003. ISBN 83-86712-10-4. Brak numerów stron w książce
- Ulicznica. Warszawa: Oficyna Wydawnicza Volumen, 2010. ISBN 978-83-7233-029-1. Brak numerów stron w książce
- Kaprys (Przy)powieść o mężczyźnie i kobiecie. Warszawa: Wydawnictwo Sic!, 2013. ISBN 978-83-61967-47-7. Brak numerów stron w książce
- Lekkie halki czarownic i inne mikroopowieści. Ostrów Wielkopolski: Perspektywa, 2015. ISBN 978-83-8041-027-5. Brak numerów stron w książce
- Niewyśnione historie. Warszawa: Wydawnictwo Sic!, 2017. ISBN 978-83-65459-06-0. Brak numerów stron w książce
- Kocio. Warszawa: Wydawnictwo Sic!, 2018. ISBN 978-83-65459-19-0.
- Piekło ocalonych: Państwowy Instytut Wydawniczy, 2019. ISBN 978-83-66272-70-5.[15]
- „Piłka w czasie zarazy” w Wiosnę odwołano. Antologia dzienników pandemicznych, red. Joanna Bocianowska. Warszawa: Instytut Literatury i Oficyna Wydawnicza Volumen, 2020. ISBN 978-83-66765-25-2.[16]
- Szelma i inne opowieści przyziemne. Warszawa: Państwowy Instytut Wydawniczy, 2021. ISBN 978-83-8196-234-6.[17]
- Chwile. Wspomnienia dalekie i bliskie. Warszawa: Wydawnictwo Sic!, 2022. ISBN 978-83-66370-19-7.[18]
- Czerwony ołówek. O Polaku, który ocalił tysiące Żydów. Wydanie drugie, poprawione. Państwowy Instytut Wydawniczy, 2024. ISBN 978-83-8196-833-1[19].

### Książki wydane w innych językach
W języku angielskim:
- Harmonia. Jews relate how Poles saved them from the Holocaust. Polska Agencja Informacyjna S.A., 2001. ISBN 978-83-223-2700-5.[20]

W języku węgierskim:
- Vörös ceruza. Múlt és Jövő, 2004. ISBN 963-9512-05-2.[21]

W języku czeskim:
- Peklo zachráněných. Cpress, 2022. ISBN 978-80-264-4368-1.[22]

## Nagrody
- Tytuł Autorki Roku nadany przez czytelników pisma „Płomyk” – 1987
- I nagroda w konkursie literackim „Wobec własnego czasu” – 1981
- Wyróżnienie za reportaże, przyznane przez zdelegalizowane Stowarzyszenie Dziennikarzy Polskich – 1983
- Nagroda Ministra Kultury i Dziedzictwa Narodowego – 2000
- Nominacja do Nagrody Literackiej im. J. Mackiewicza za książkę „Czerwony ołówek” – 2004
- Nominacja do nagrody Grand Press w kategorii reportaż prasowy – 2006
- I nagroda w edycji krajowej konkursu dziennikarskiego Unii Europejskiej za raport o sytuacji cudzoziemców w Polsce
- Wyróżnienie w konkursie Instytutu Literatury na  „Dziennik pandemiczny” – 2020[23]